# Antonio Begarelli

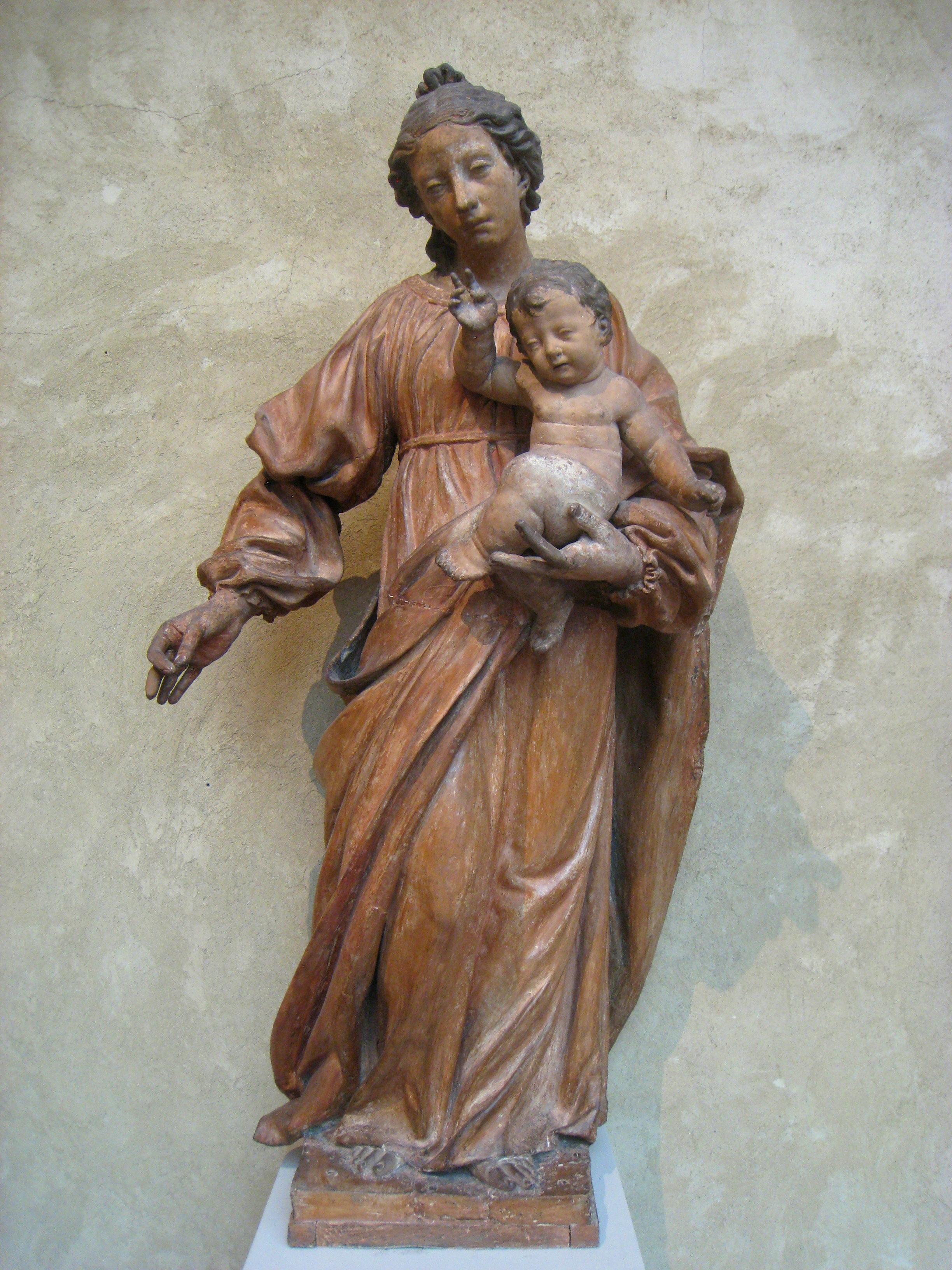
Vergine con bambino, Wortcester Art Museum

Antonio Begarelli (Modena, 1499 – Modena, 28 dicembre 1565) è stato uno scultore italiano, in primis modellatore di statue in terracotta.

## Vita ed opere
Nacque probabilmente a Modena nel 1499, come si ricava dal cronista Lancillotto che nel marzo 1525 scrive del "Compianto", (oggi nella chiesa di Sant'Agostino a Modena) che era opera di Begarelli, giovane di venticinque anni.

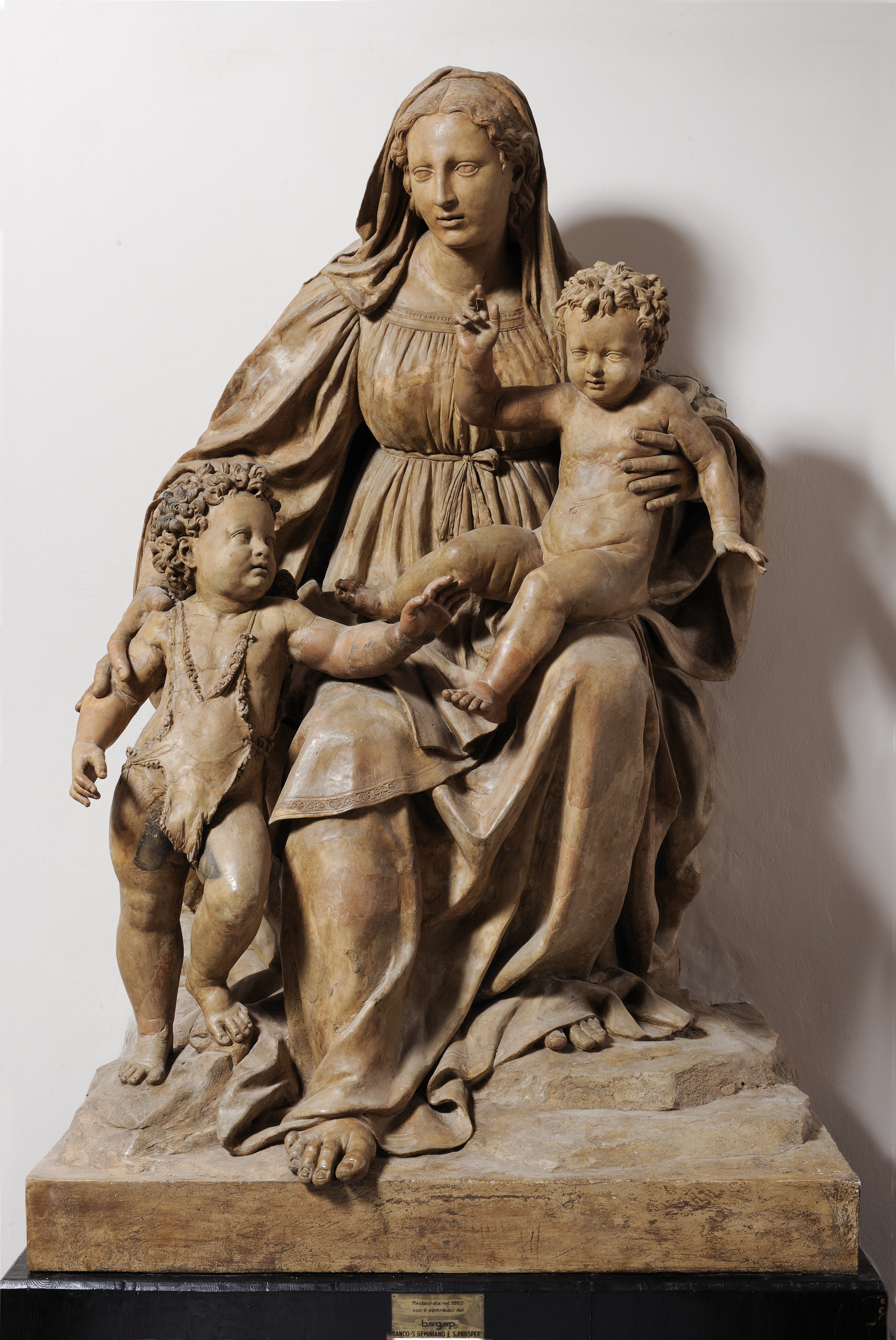
Madonna di Piazza, 1522, Museo Civico di Modena

Non sappiamo quasi nulla della sua formazione: la sua prima opera è la Madonna della piazza oggi al Museo civico di Modena che sembra egli avesse già realizzato prima del 1522 così che egli, quando il Comune emise un bando per la fornitura di una statua della Madonna, poté presentarsi subito con la statua già pronta battendo sul tempo tutti i possibili concorrenti.
Certamente a Modena c'erano stati grandi artisti della scultura in terracotta e numerose erano le botteghe in cui si esercitava questa tecnica di scultura, ma non risulta che egli abbia fatto nella città natale le sue prime esperienze; certo che egli doveva avere molta fiducia nella sua arte se, senza che nessuno gliela commissionasse, aveva costruito una statua di quelle dimensioni.

Per questi motivi alcuni pensano che avesse completato il suo apprendistato fuori di Modena dal momento che nessuno prima di allora si era accorto della presenza in città di uno scultore di grande valore come risultò inaspettatamente quando presentò questa sua opera.
Il successo ottenuto lo pose subito fra i primi artisti della terracotta in città essendo morto nel frattempo, precisamente nel 1518, il grande Guido Mazzoni, e numerose furono le commissioni affidategli.
Nacque allora fra il 1524 e il 1526 il Compianto sul Cristo morto, detto anche gruppo della Pietà, oggi nella chiesa di Sant'Agostino a Modena, che si differenzia nettamente dai gruppi sullo stesso tema comuni a quell'epoca in Emilia e Lombardia. È composto dalle statue di grandezza di poco superiore al normale delle due Marie, o pie donne, di Giuseppe d'Arimatea, della Madonna con Cristo morto in grembo, di Giovanni evangelista, della Maddalena e di Nicodemo; in alto due angeli in volo sono ai lati della croce.
Un compianto esisteva già a Modena: quello quattrocentesco di Guido Mazzoni in terracotta originariamente dipinta,  al quale un recente restauro ha tolto la verniciatura suscitando polemiche non ancora placate tra la Sovraintendenza committente il restauro e diversi modenesi.
È netta la differenza stilistica fra il Mazzoni e Begarelli, il primo verista e popolaresco e il secondo che adotta un linguaggio artistico più aulico, ispirato all'antichità classica.

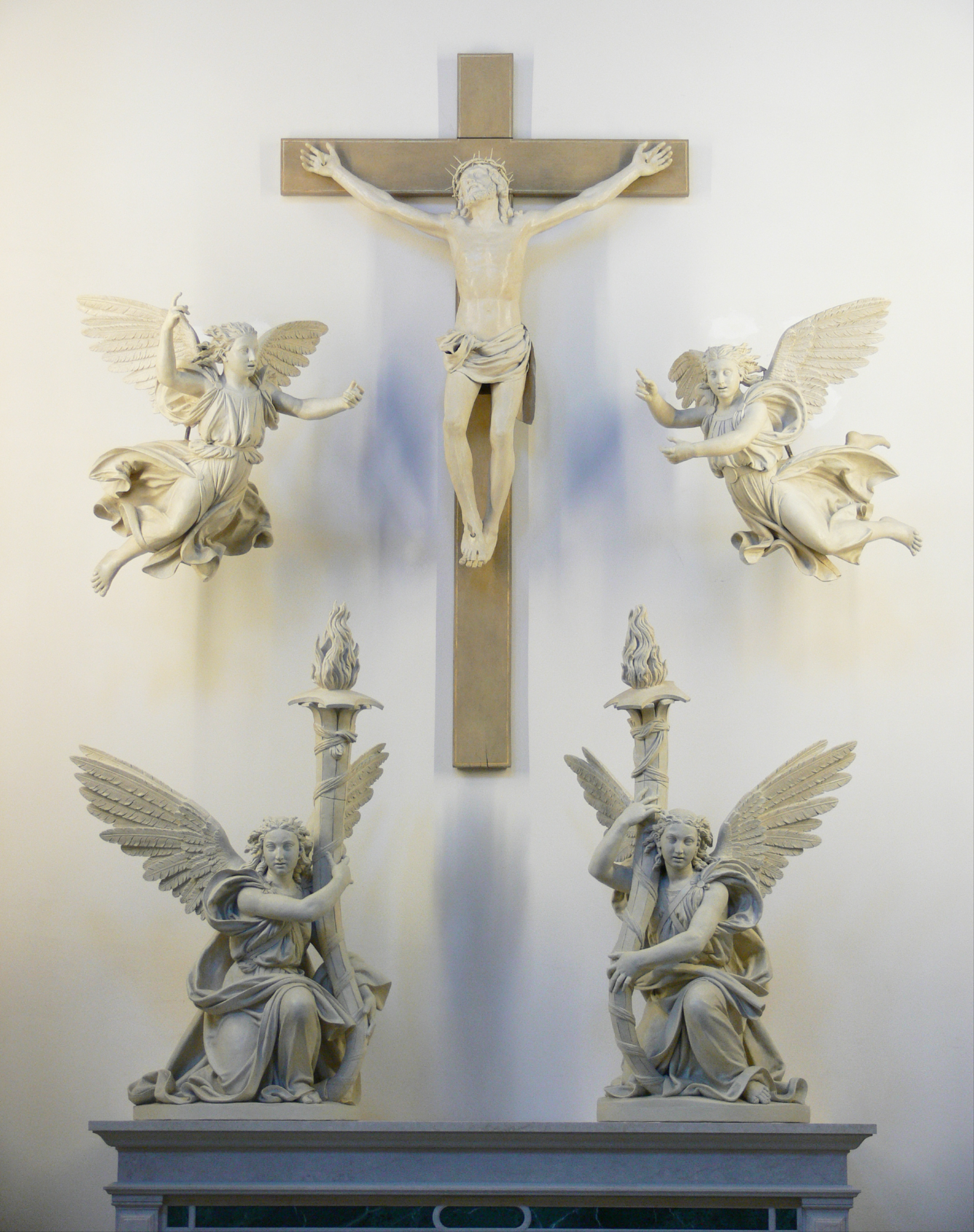
Cristo in croce con quattro angeli, Museo Bode, Berlino.

Del 1525-1527 è il Monumento funebre di Gian Galeazzo Boschetti a figure grandi al vero nella chiesa parrocchiale di San Cesario sul Panaro (Modena).
Più comunemente noto, anche perché collocato in una nicchia nel Duomo di Modena, è il Presepio con la grotta, otto pastori, la Madonna, San Giuseppe, il bambino Gesù e il bue e l'asinello. Un recente restauro, piuttosto contestato, ha tolto la vernice bianca sulle statuine a simulare il marmo lasciando il colore naturale della terracotta con la motivazione che con la dipintura, già tolta o rimessa diverse volte nei restauri precedenti, si erano perse le originali finezze di modellatura ed espressione; tuttavia da documenti dell'Archivio capitolare risulta che all'autore furono pagati in due rate sei ducati per "bianchire le figure del presepio" (dopo che in diverse rate gli erano già stati pagati 12 ducati per l'opera in terracotta).
Conservati nella Galleria Estense sono la Testa di putto e la Testa di un angelo ed il Busto di Lionello Belleardi facenti parte del monumento funnebre di Belleardi stesso commissionata nel 1528 dal fratello Giacomo, conservatore della comunità perché riunisse in un solo monumento sia il fratello che il padre banchiere.

Il monumento funebre, del quale diversi risultano gli apprezzamenti di cronisti e storici locali del tempo, fu collocato nella chiesa di San Francesco. Nel 1807 la chiesa fu sconsacrata e ridotta ad una stalla per la cavalleria napoleonica di passaggio, e il monumento funebre fu inopinatamente demolito; la chiesa fu poi recuperata e riconsacrata dopo la Restaurazione, ma del monumento restavano ormai solo le parti sopracitate pur pregevoli e rappresentative dell'arte begarelliana.
Nella chiesa di San Francesco è oggi ospitato il grande gruppo di tredici figure di grandezza al vero della Deposizione dalla croce del 1530 -1531. 
Quest'opera è considerata il capolavoro del Begarelli, ammirato dai contemporanei tanto che all'epoca della Repubblica Cispadana il presidente dell'Accademia Luigi Cerretti si meravigliò che i francesi, nella razzia operata da Napoleone nei suoi diversi passaggi e soggiorni a Modena, abbiano risparmiato una tale opera d'arte apprezzata persino, sembra,  da Michelangelo. Un bozzetto per la Deposizione con la Madonna svenuta e tre pie donne si trova oggi al Victoria and Albert Museum di Londra.
Le opere successive furono commissionate dai padri benedettini del monastero di San Pietro di Modena di cui Begarelli era divenuto oblato. Sono tutte nella chiesa abbaziale, dove si trova anche la tomba dello scultore: la Madonna col Bambino, San Pietro,  Santa Giustina, San Benedetto, San Francesco e San Bonaventura, Cristo morto sorretto da Giuseppe d'Arimatea con la Vergine e San Giovanni.
Nella chiesa di San Domenico a Modena è il gruppo, composto da sette figure, che raffigura Cristo in visita a Marta e Maria, citato anche dal Vasari.
Successivi al 1534 sono: la Madonna col Bambino, il Battesimo di Cristo, Gesù morto compianto dagli angeli, facenti parte di un gruppo detto di "San Salvatore", e la Madonna che allatta il Bambino (definita da critici d'arte correggesca e da altri vicina al Parmigianino) conservati nella Galleria e Museo Estense di Modena. Nella stessa galleria sono anche la grande Madonna col Bambino e un Busto di Cristo.
Altri busti di Cristo si trovano nella chiesa parrocchiale di Medolla (Modena) e nel castello di Perigny in Francia. Nella collezione della Fondazione Preussischer Kulturbesitz (Skulpturensammlung nel Museo Bode) sono conservati: Cristo in croce con quattro angeli, due in volo ed altri due reggifiaccola, e la Madonna col Bambino e san Giovannino.
La fama del Begarelli si andò diffondendo fuori dai confini della sua terra natale: a partire dal 1536 fu sempre più impegnato a Ferrara, Parma e Mantova.
Nel Museo civico di San Benedetto Po (Mantova) c'è un'altra Madonna col Bambino.

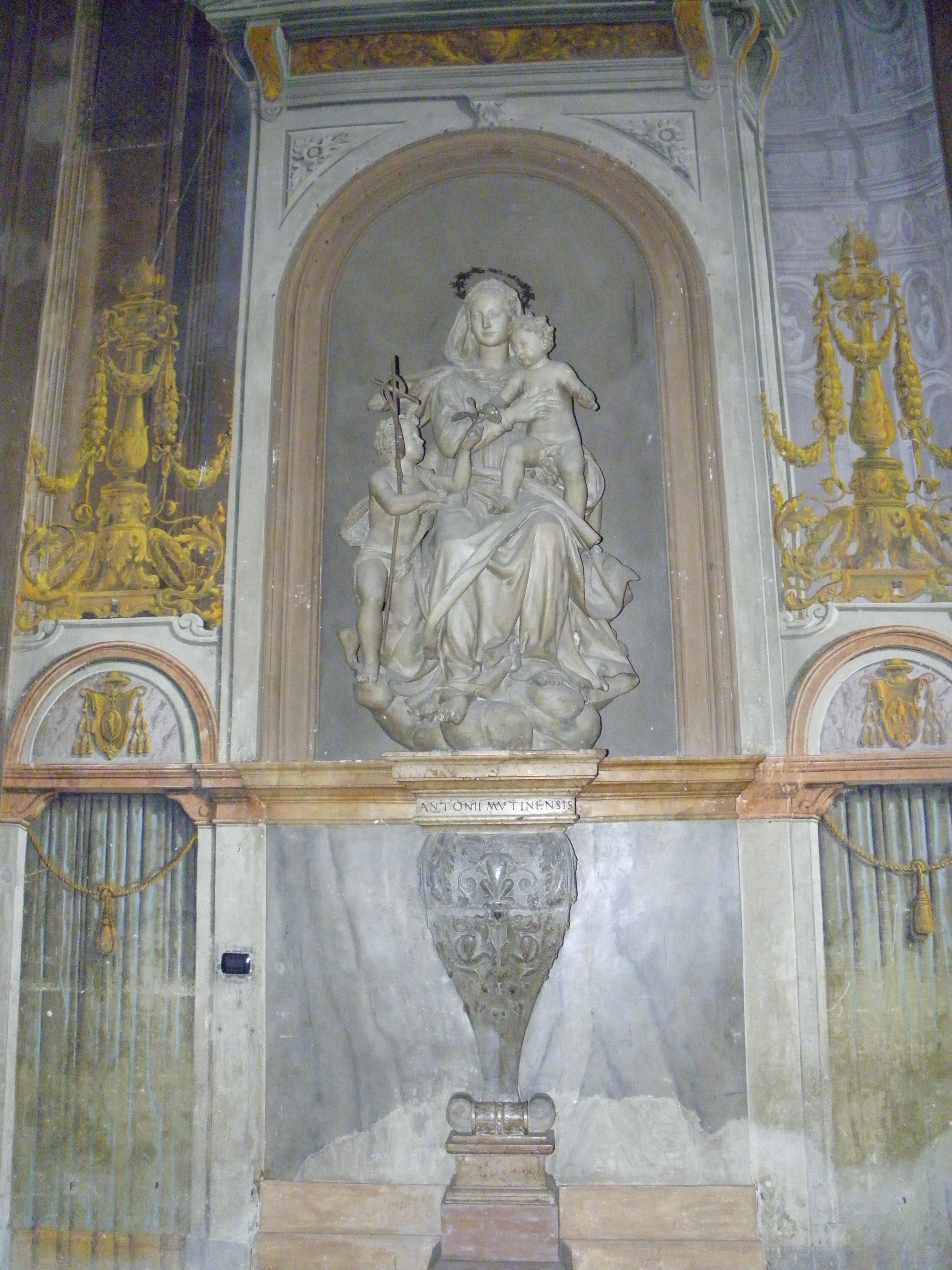
Madonna col Bambino e San Giovannino, Chiesa di San Giovanni Evangelista, Parma.

A Parma nella chiesa di San Giovanni Evangelista si trovano diverse opere: la Madonna col Bambino e san Giovannino, Santa Felicita col figlio San Vitale, San Benedetto e San Giovanni Evangelista; all'Accademia di Parma il busto di San Benedetto; nella chiesa parrocchiale di Bomporto (Modena) c'è il gruppo di Cristo in Croce, con la Madonna, San Giovanni e i santi Bonaventura e Pellegrino.

Ancora in provincia di Modena, a Monteorsello di Guiglia, nella chiesa parrocchiale si trova una Madonna con il Bambino e cherubini;  nella chiesa del Crocifisso di Carpi è la Madonna che allatta posta in un coro di moltissimi angeli di stucco anziché di argilla, per cui c'è chi la considera solo un bozzetto per la Madonna che allatta conservata al Museo e Galleria Estense. mentre altri ne contestano l'attribuzione al Begarelli preferendo attribuirla al nipote Ludovico. Si tratta comunque un'opera geniale non fosse altro che per la novità della composizione.
Sempre a Carpi nella Cattedrale è una grande statua di Cristo risorto.

Altre importanti opere si trovano nella chiesa abbaziale di San Benedetto Po (già chiamato San Benedetto di Polirone), nel mantovano. Si tratta di trentuno statue grandi al vero raffiguranti santi e personaggi del Vecchio Testamento, opere della tarda età di Begarelli, citate anche dal Vasari nel 1553. Dodici anni prima che morisse i monaci benedettini del monastero di San Pietro a Modena stipularono con Begarelli un contratto di seicentocinquantatre lire modenesi pagabili in più rate, per la costruzione di un altare per la chiesa abbaziale con molti ornamenti e diverse statue, che lo scultore iniziò con la collaborazione del nipote Ludovico, ma non terminò. L'opera non è chiaro da chi sia poi stata ultimata; tolta la mensa, divenne il mausoleo funebre di Begarelli morto appunto nel 1565 e qui sepolto.
Tutta l'opera di Begarelli che ci è pervenuta riguarda l'arte sacra, come si evince dall'elencazione fatta; unica eccezione è rappresentata dal busto dello storico modenese Carlo Sigonio, che fu fatto collocare in seguito sulla tomba dello storico nella chiesa di San Agostino in Modena. Nel 1536 a Ferrara, presso gli Estensi, realizzò un Ercole andato perduto.
Numerose sono anche le attribuzioni errate o di dubbiosa attribuzione; diverse sono pure le sue opere di cui si ha notizia certa da più documenti e che sono andate perdute (anche perché a differenza del marmo, l'argilla, se non conservata con cura, deperisce facilmente).
Alla sua morte soltanto il nipote Ludovico continuò l'arte dello zio, ma gli altri parenti, pur ereditando la sua fornace, se ne servirono per produrre vasellame. Antonio Begarelli era scapolo e aveva preso gli ordini minori dei Benedettini.

## Profilo critico
Antonio Begarelli godette ai suoi tempi di grande stima; la sua fama ha subito successivamente fasi alterne ed anche oggi alcuni studiosi non lo collocano fra i grandi artisti del Cinquecento.
Nelle Vite, al capitolo "Vita di Michelangelo" il Vasari riporta questa affermazione del Buonarroti: 
Molti storici d'arte contestano che Michelangelo abbia fatto questo apprezzamento, perché non vi è alcuna prova, al di là dell'affermazione del Vasari che sia passato da Modena e, andando a Venezia, era più naturale passare per Ferrara che non per Modena. Molto probabilmente Vasari esprime un suo giudizio e per dargli maggiore valore lo attribuisce a Michelangelo.
Un altro giudizio elogiativo è dello storico Gerolamo Tiraboschi che nel 1786 afferma:
Nel commento alla riproduzione della grande Madonna col Bambino Giorgio Bonsanti nel suo volume sulla Galleria Estense afferma che è possibile, osservando le opere restaurate dello scultore, convincersi che Begarelli fu insieme poeta e profeta di una nuova scultura; per quanto riguarda quell'opera specifica dice che in essa:
Certo è che Begarelli dovette subire l'influenza dei grandi pittori contemporanei, anche se non è provato, come taluni affermano, che vi sia stata una presunta collaborazione diretta.

P. D'Ancona e M. L. Gengaro nell'opera Umanesimo e Rinascimento sono assai misurati nei confronti di Begarelli che giudicano comunque più dotato e raffinato di Alfonso Lombardi dal quale, affermano, muove direttamente e lo ritengono anticipatore della raffinata visione settecentesca della virtuosità che supera il manierismo e anticipa il Barocco. In sintesi può dirsi che egli continuò, raffinandolo, lo stile di Alfonso Lombardi teso al morbido pittoricismo, con qualche crudezza drammatica derivata dal Mazzoni e da Niccolò dell'Arca.